# Art assiri

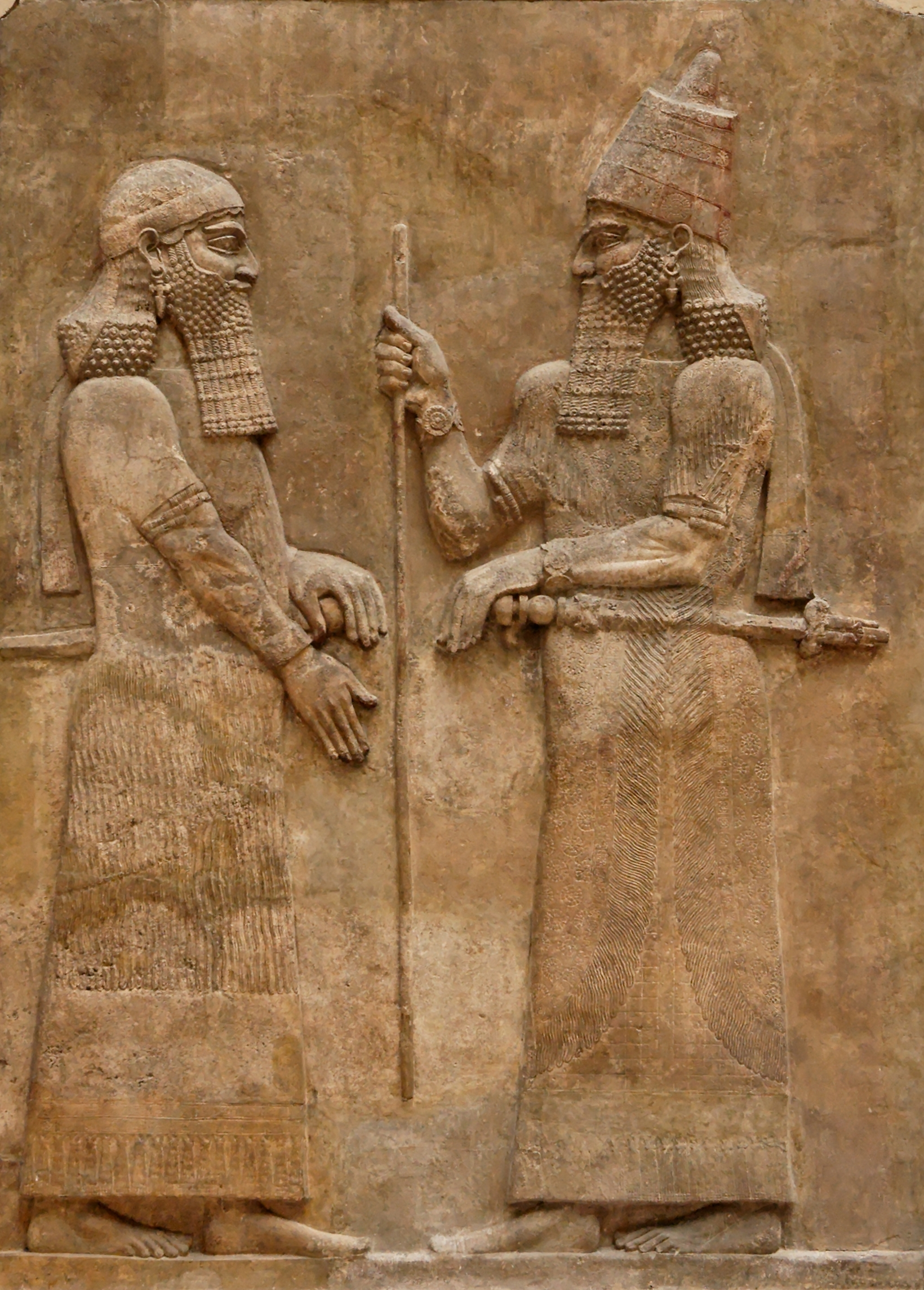
Sargon II,, París, Museu del Louvre

L'Art assiri es va estendre en tres fases històriques: el període Paleoassiri o l'Imperi Antic (del 1950 aC fins al 1365 a. C.), incloent el període de submissió al poder babiloni, a l'edat mitjana o l'Imperi Mitjà (de 1365 aC a 932 aC) i el període Neoassiri o imperi nou (de 932 aC a 612 aC).
Les obres d'art assiries que han arribat fins a l'actualitat pertanyen, en la majoria dels casos, al període del Nou Imperi, mentre que l'art dels períodes anteriors, desenvolupat sobretot a la ciutat d'Assur només van sobreviure alguns fragments i les representacions dels segells, a través dels quals els erudits van poder reconstruir escenaris històrics i artístics, segons els quals les ciutats del període es caracteritzaven per nombrosos santuaris estilístics, sovint completada per un enorme ziggurat. Les parets interiors dels edificis estaven adornades amb decoracions,

## Arquitectura

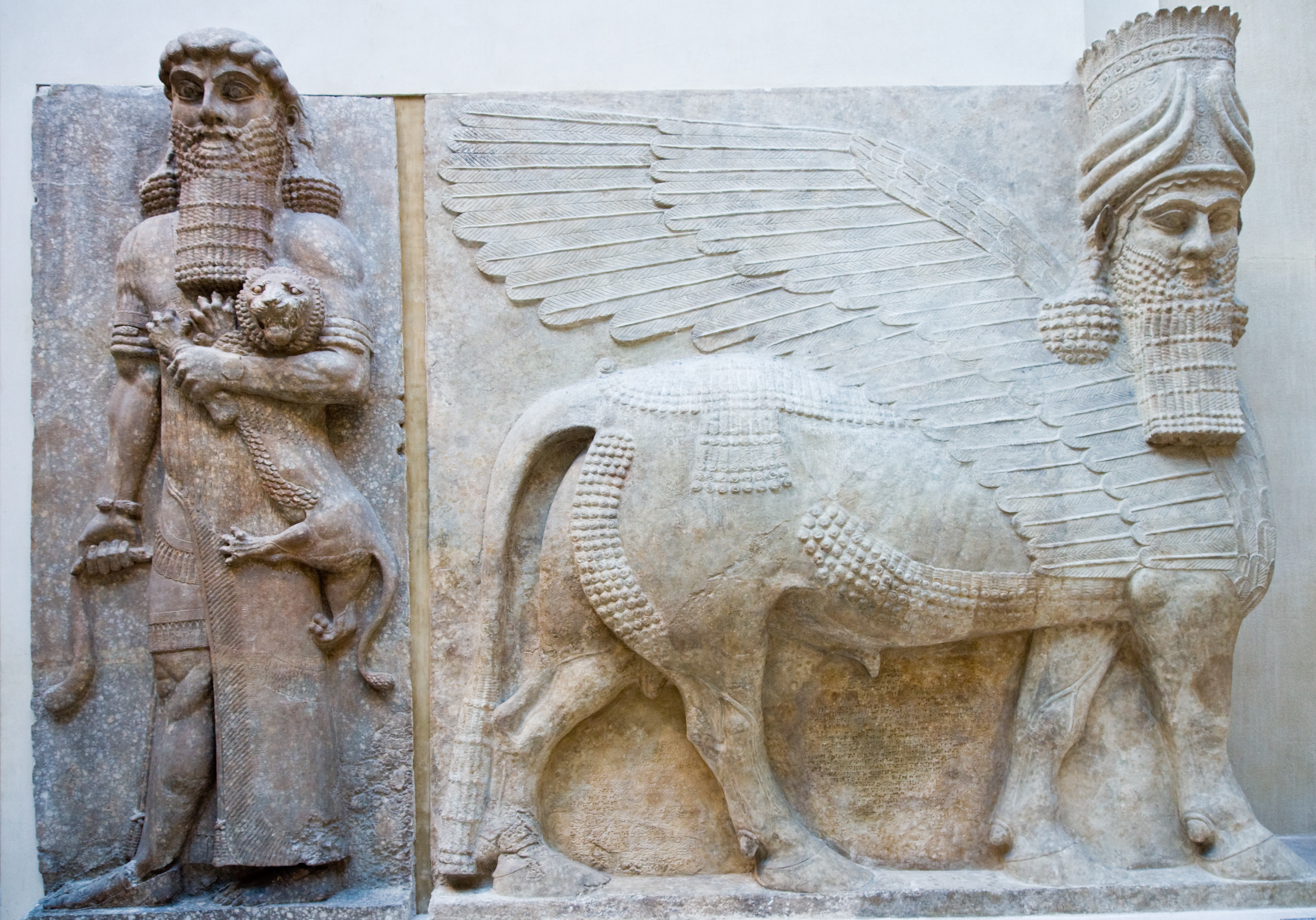
Lamassu i Gilgamesh de Khorsabad, VIII segle a.C., París, Museu del Louvre

Pel que fa a l'arquitectura, s'han descobert les restes de palaus grandiosos, el més magnífic dels quals és Sargon II, a Khorsabad. Aquests edificis estaven formats per un gran nombre d'habitacions dividides segons regles precises: les sales oficials s'aixecaven al voltant d'un pati d'accés, mentre que les sales privades eren al voltant dels patis interiors.
La tècnica constructiva dels edificis va suposar l'ús del maó cru, d'acord amb la tradició mesopotàmica, amb l'addició de la pedra, per als fonaments, les portes, les terrasses, les bases.
Els temples, tenint la funció d'acollir la divinitat, des d'un punt de vista arquitectònic repetien l'estructura de les cases privades que envoltaven els patis.

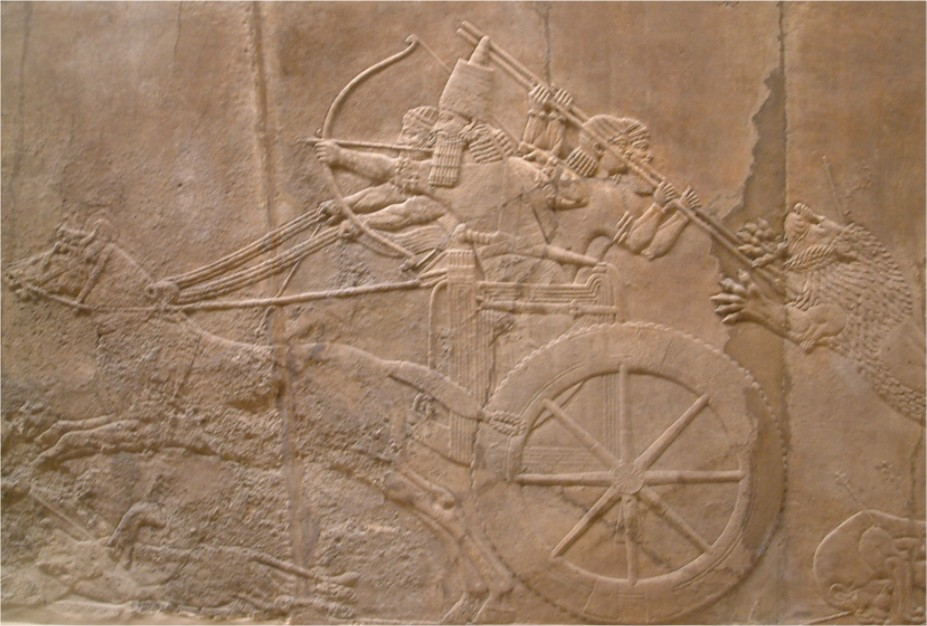
Assurbanipal caça del lleó de Ninive, VII segle a.C., Londres, British Museum

## Escultura i representacions
L'art assirià, com tota la seva cultura, deu un fort homenatge a Babilònia, però durant l'últim període mostra una certa originalitat. Moltes imatges representen escenes de guerra i sovint mostren amb detall i amb el realisme brut la tortura soferta per les persones subjugades al poder assiri. És un art que té com a propòsit la celebració del poder de l'emperador i el propòsit de la propaganda. A més, en els relleus, es representen sovint els passatemps favorits Rei, és a dir, la caça, encara que va fer amb escenes sagnants igualment cruels, i en línia amb un dels gustos artístics primordials als assiris.
La representació del rei era simbòlica, sense expressió i emoció, per apropar la seva imatge a la del déu. Molts d'aquests baixos relleus també representen el rei que presideix els ritus religiosos, juntament amb diverses deïtats. Molts d'aquests relleus van ser descoberts en els palaus reals a Nimrud (Kalhu) i Jorsabad (Dur Sharrukin). En general, les figures humanes es representen amb el cap de perfil i el bust del front, els músculs es posen en relleu en proporció a indicar la força i, per tant, la visió de la decoració humana és principalment simbòlica, mentre que les figures d'animals són més realistes-expressiva. L'estil de les escultures es disloca en el temps, ja que en el primer període les representacions tenen un alleujament mínim i gran, mentre que més tard, en el moment de la Sargon II, amb una projecció gairebé tan alts relleus i assumir una major elegància, un millor sentit de la perspectiva i una mida reduïda. 

Entre les representacions més significatives hi ha la majestuosa de Sargon II amb una cabra salvatge destinat per al sacrifici, l'escena marítima que representa els vaixells que transporten fusta de Fenícia i la Lleona ferida.
L'escultura assíria va aconseguir un alt nivell de refinament durant el període de l'Imperi Nou, com ho demostra l'estàtua integral del governant Assurnasirpal II, de Nimrud i ara es conserva a la Londres al Museu britànic, i els toros alats amb rostre humà (anomenats Lamassu), o shedu que protegia les entrades a la cort del rei, d'acord amb un costum que ve de Babilònia, conserven en diversos museus de tot el món, (Lamassu del palau de Khorsabad). Tenien una funció apotropaica, és a dir, per allunyar els mals esperits.
Al costat de l'escultura de pedra es troben també exemples rars d'escultura de metall en relleu com la placa de bronze clavat a la porta del temple Balawat (Imgur-Enlil) de data al regne d'Assurnasirpal II i Salmanasar III. Aquestes són plaques horitzontals, cadascuna representant una etapa de batalles lliurades pels governants: la sortida de les tropes del camp de batalla, assalt a la ciutat enemiga, l'expulsió de la celebració de la victòria finalment derrotat i amb ofrenes als déus i la creació de deixant victòria. Es representen temes similars als que es troben en relleu a les parets dels palaus reals.
Sabem per diverses fonts que palaus neoassiris i temples antics van ser decorats amb estàtues monumentals de metalls (coure, bronze): com a grans columnes o bous pesants i lleons de fins i tot centenars de tones.

## Relleus
El relleu assiri és, per desgràcia mal documentat arqueològicament en el període antic i l'Imperi Mitjà, si bé és àmpliament conegut en relació amb el Nou Imperi. Les nombroses obres conegudes cicles figuratius venen des del palau del nord-oest de Assurnasirpal II (883-859 aC) a Nimrud, l'edifici principal de Teglatfalassar III (744-727 aC) fins Kalkhu, el palau reial de Sargon II (721-705 aC) a Jorsabad, el palau nord Senaquerib (704-681 aC) i el palau sud-oest d'Assurbanipal (668-631 aC) a Nínive.
Els temes d'aquests relleus són principalment sobre les gestes militars buscats per les victòries de sobirania sobre els enemics, recerques del lleó, processons de dignataris i anals reals. Aquestes representacions tenien la intenció de commemorar i glorificar la figura del sobirà, transmetre a la posteritat la memòria, sinó també per infondre por en els ambaixadors estrangers que visiten el palau reial.
Assurnasirpal II que fa que l'escultura de la sala del tron baixos relleus commemoratius de les seves victòries militars a Síria, utilitzant una narrativa de múltiples registres amb escenes disposades de manera caòtica.
Els treballs realitzats per carrera Teglatfalassar III són gairebé desproveït d'alleujament, triturat, rígida, lliure de moviment, ja que estan fetes d'acord amb esquemes rígids.
Els relleus monumentals realitzades per Sargon II a Jorsabad prefereixen escenes de dignataris marxes en processó a les escenes de sobirania o glorificació del rei, retratats com un monarca lleu, a costa de la guerra escenes, setges i enfronta molt en ús entre els seus predecessors. Amb aquestes escenes, el sobirà pretén glorificar l'estat.
Al Nínive la regla Senaquerib palau decideix representar a cada habitació una escena diferent, en el qual, a més de posar una descripció precisa dels detalls de cada fase de la guerra, entra per primera vegada la representació de la fons, creant l'entorn natural on es desenvolupen els esdeveniments descrits.
Asurbanipal nou a les escenes de guerra i la caça d'un lleó, símbol del rei que controla les forces de la natura salvatge i el caos, representada amb realisme cru, també en les seves desterra relleus gairebé del tot el fons que es torna més abstracta i gairebé perd tots els signes del naturalisme.

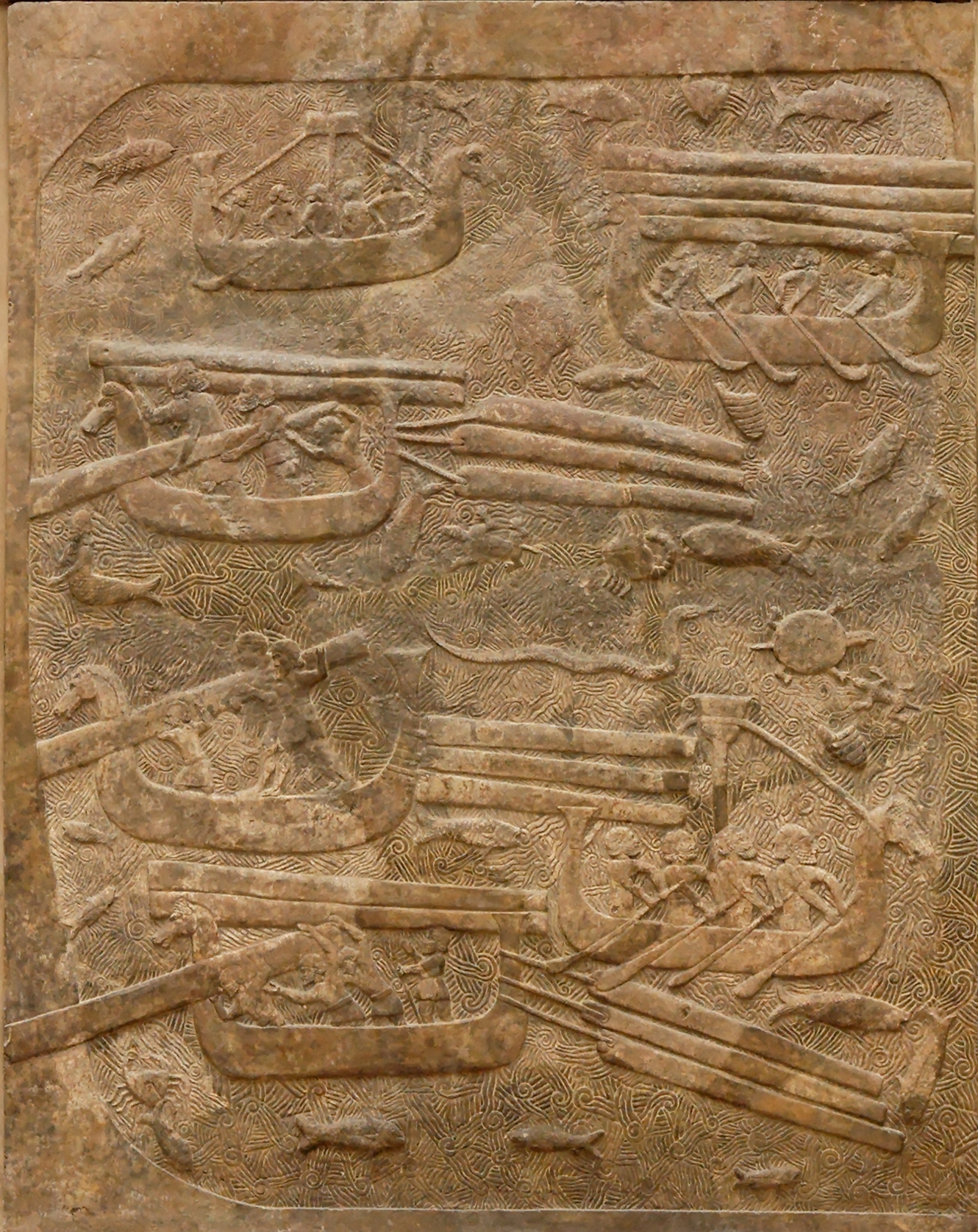
Escena que representa el transport de fusta dels vaixells del Líban, de Jorsabad, VIII segle abans de Crist, París, Museu del Louvre

## Pintura
Des d'algunes fonts antigues i descobriments arqueològics molt rars sabem que els baixos relleus dels palaus assiris van ser originalment pintures. Alguns fragments s'han trobat en llocs de l'edat mitjana i els temps de Neo-Assassinat com Assur i Khalkhu. El cicle més impressionant de pintures es va trobar al palau Til-Barsip, datat del VIII i VII segle aC; Desafortunadament, gran part del cicle original ha degenerat i desaparegut amb el temps, i només es coneix per còpies realitzades en el moment de la finalització de les excavacions arqueològiques en 1930.
L'estil i els temes són els mateixos que els baixos relleus dels grans palaus reals

## Ivori
Molts objectes d'ivori esculpits es van trobar a les ciutats neoregianes, particularment a Nimrud. La quantitat de marfil que es troba a Assíria mostra que aquests objectes eren molt apreciats per les elits d'aquest país.
Els objectes d'ivori són de diversos tipus: articles de mobiliari, caixes i plaques decoratives.

## Disfresses i ornaments
Gran part del nostre coneixement de la joieria i la indumentària dels antics asirios prové de les representacions dels baixos relleus dels palaus, sobre esteles, estàtues i fonts textuals.
El tipus de material tèxtil més utilitzat pels assiris va ser la llana d'ovella, més fàcilment accessible, després es van afegir els cabells, el lli, el cotó i bisso. La roba d'home consistia generalment en una roba interior, una espècie de túnica de màniga curta, coberta amb un cap o xal amb franges.
La roba de luxe està enriquida amb joies i altres suntuosos ornaments d'or, plata, pedres precioses, vidres i teles de colors.
Els personatges representats en baixos relleus sovint usen polseres.
Es van trobar treballs d'orfebreria assiris a les tombes reals de Nimrud.

## Glíptica

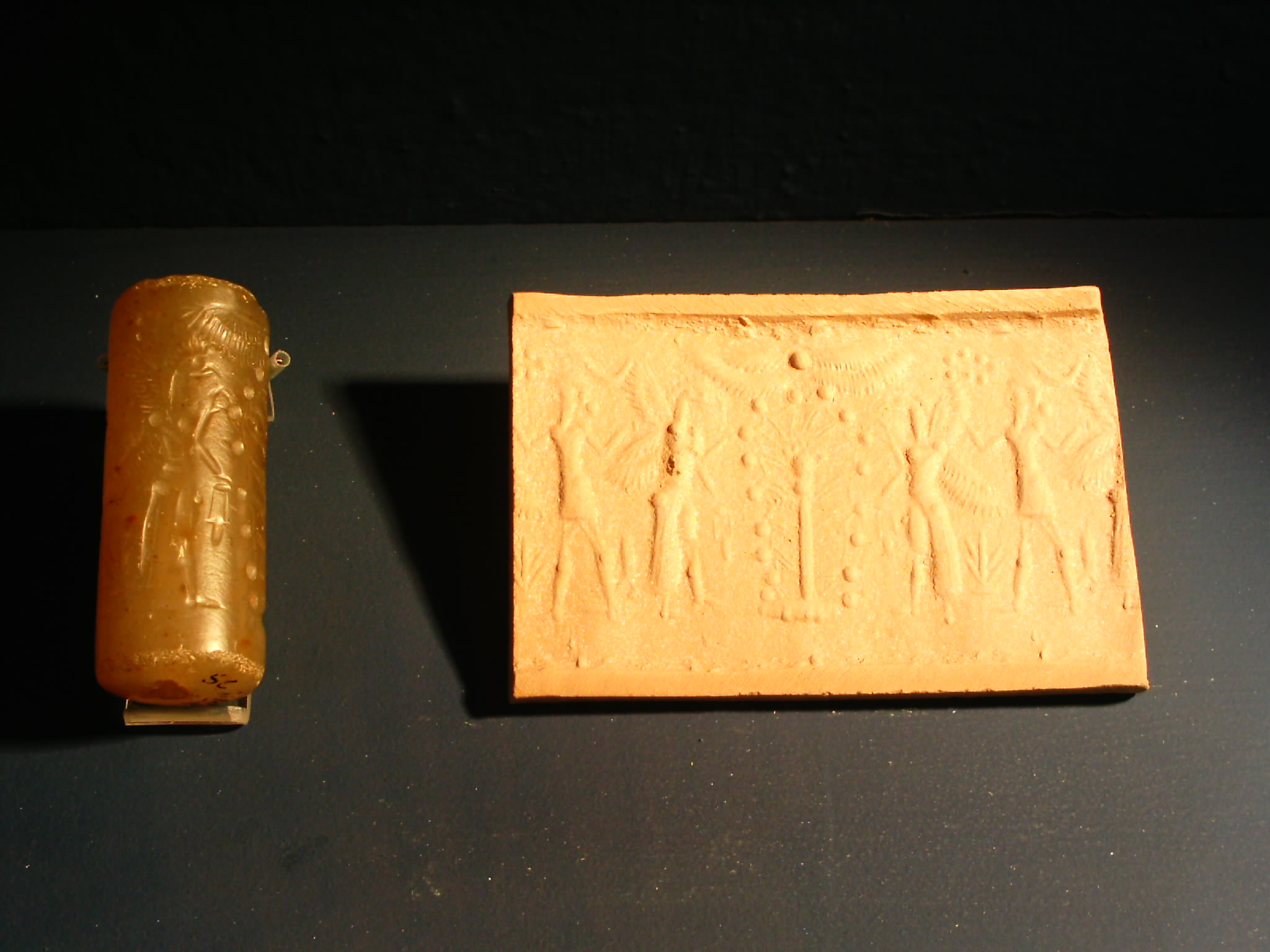
Segell neoassiri

Com en altres èpoques de la història de Mesopotamia, els assiris van utilitzar el segell cilíndric per segellar i autenticar pastilles i bombolles d'argila.
La iconografia d'aquests segells és variada. En el període Neoassiri, les representacions són similars a les realitzades a Babilònia en el mateix període, de manera que difícilment es distingeixen. Molts segells cilíndrics representen escenes de caça.
Altres escenes són d'inspiració religiosa: escenes de culte a una deïtat, de vegades assegudes en un tron segons la tradició mesopotàmica, escenes mitològiques que representen una deïtat en acte de lluita o escenes de reverència cap a un arbre sagrat.

## Galeria d'imatges

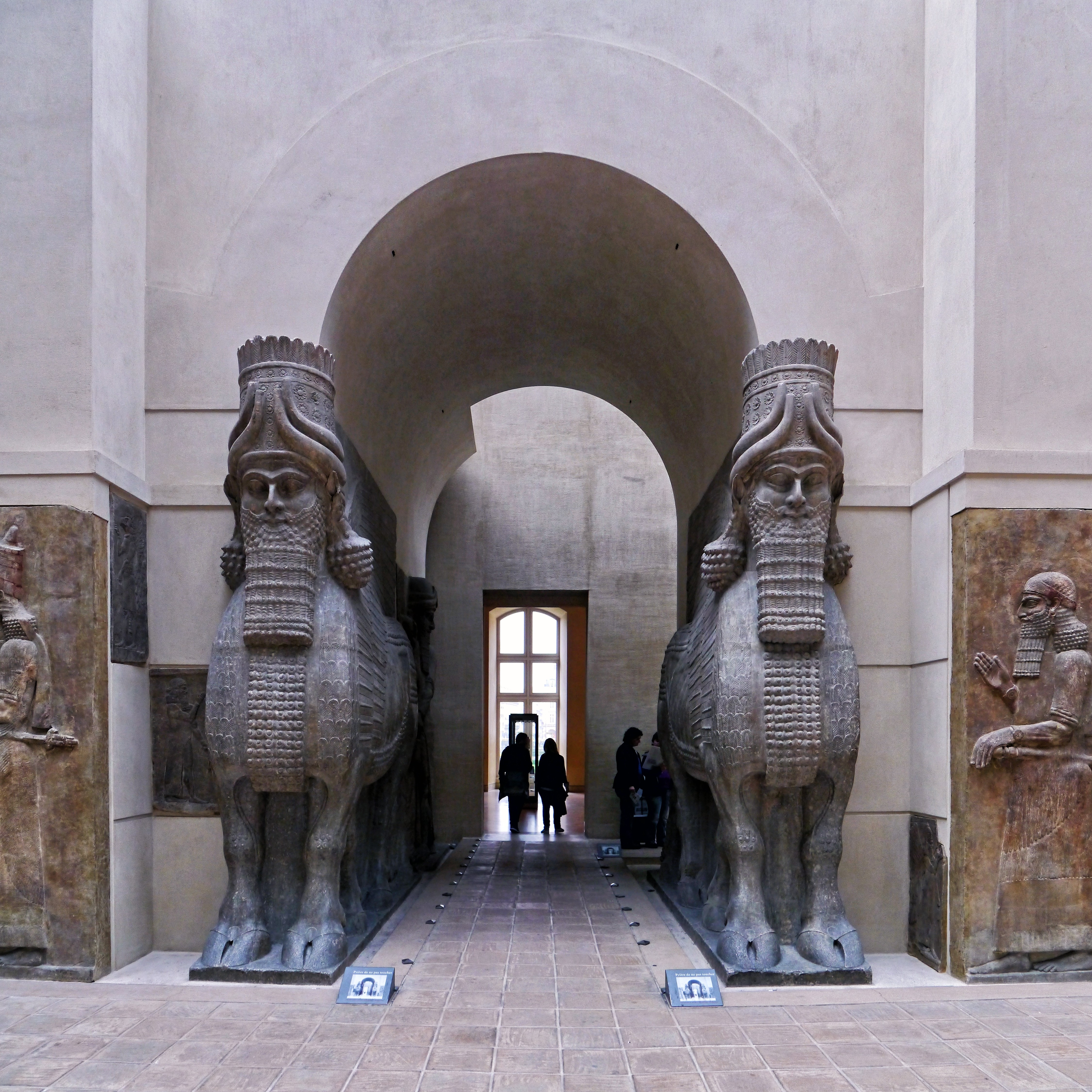
Lamassu, VIII segle aC Louvre
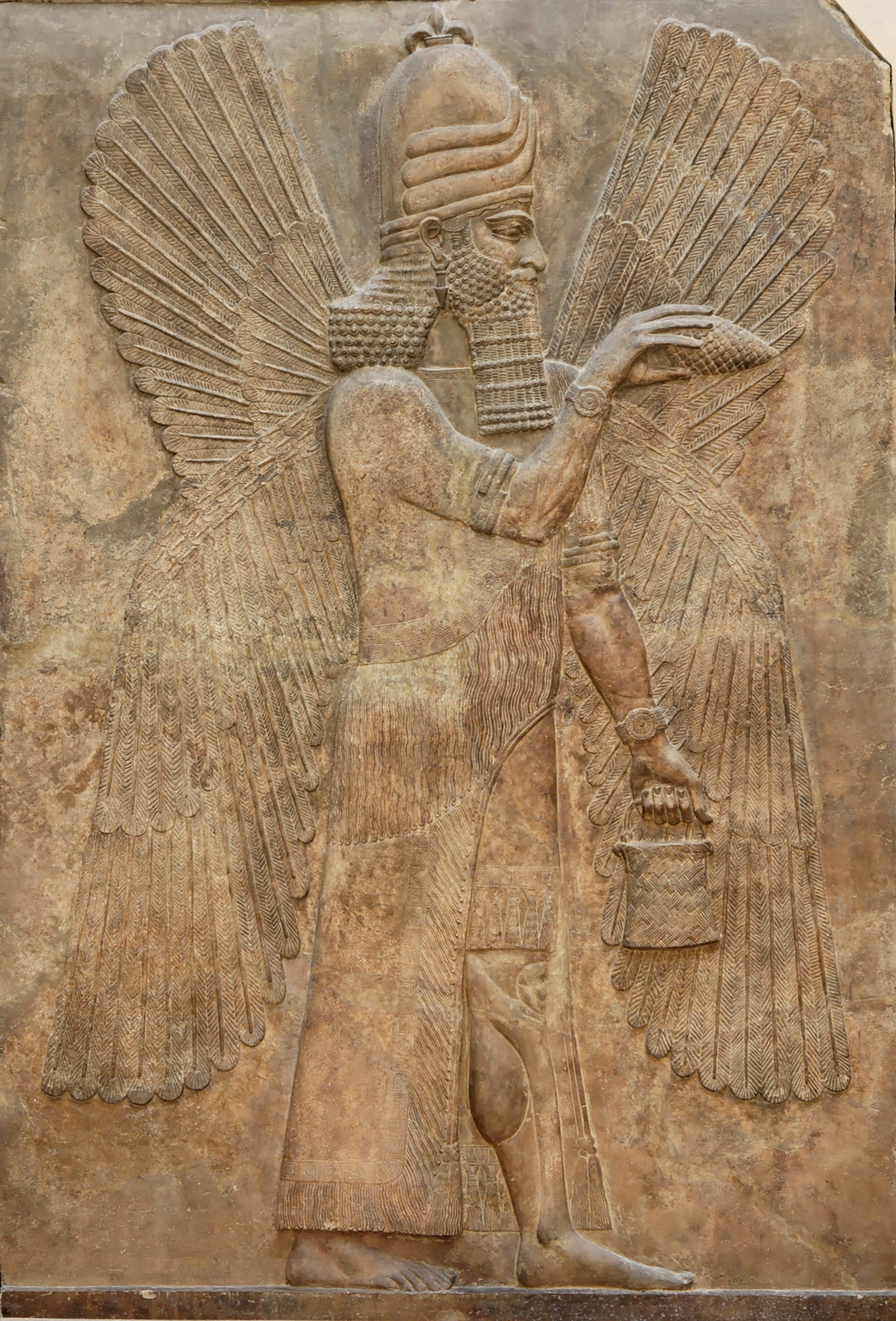
Geni alat de Khorsabad, VIII segle aC,Louvre
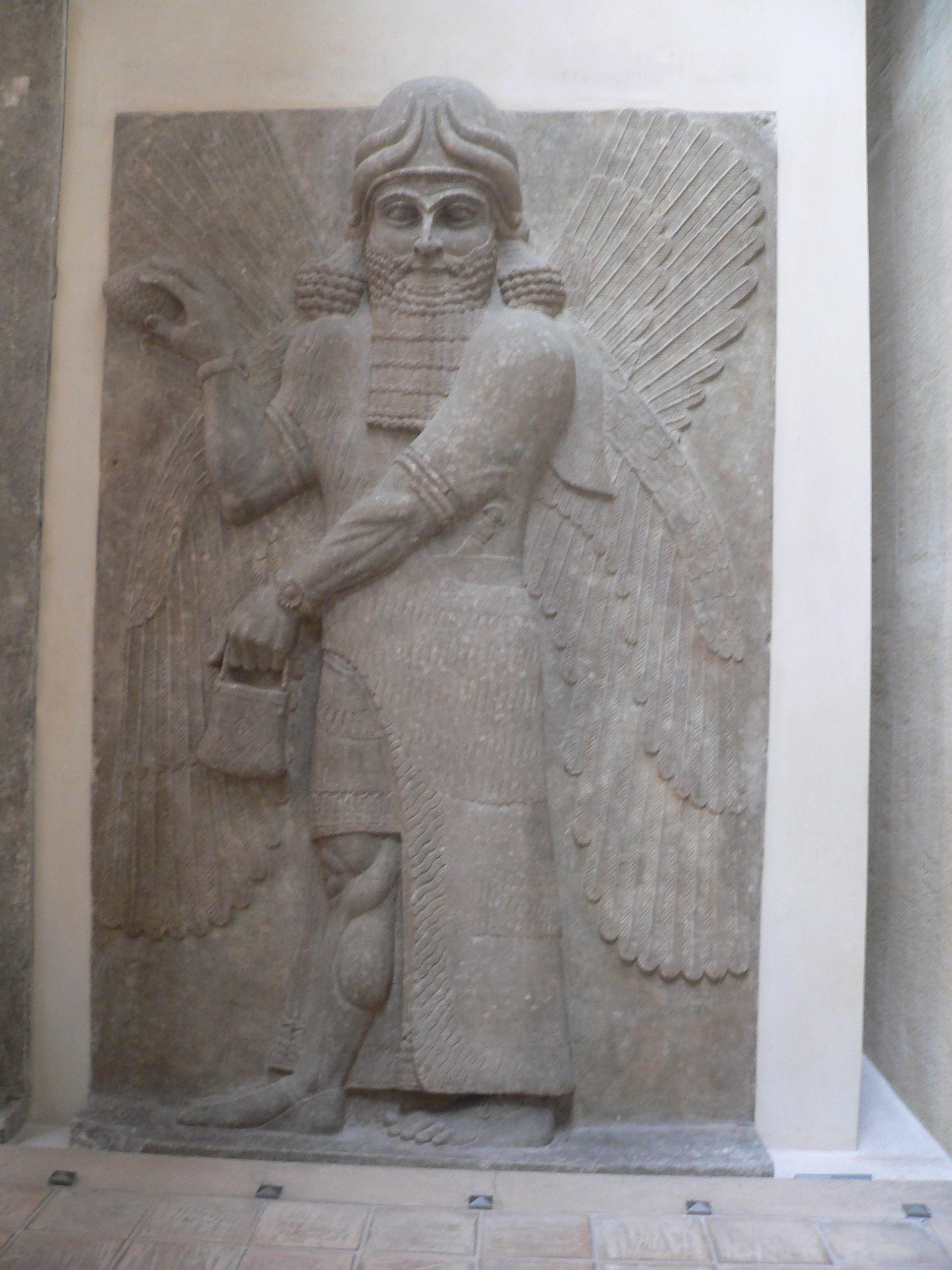
Geni alat de Khorsabad, VIII segle aC, Louvre
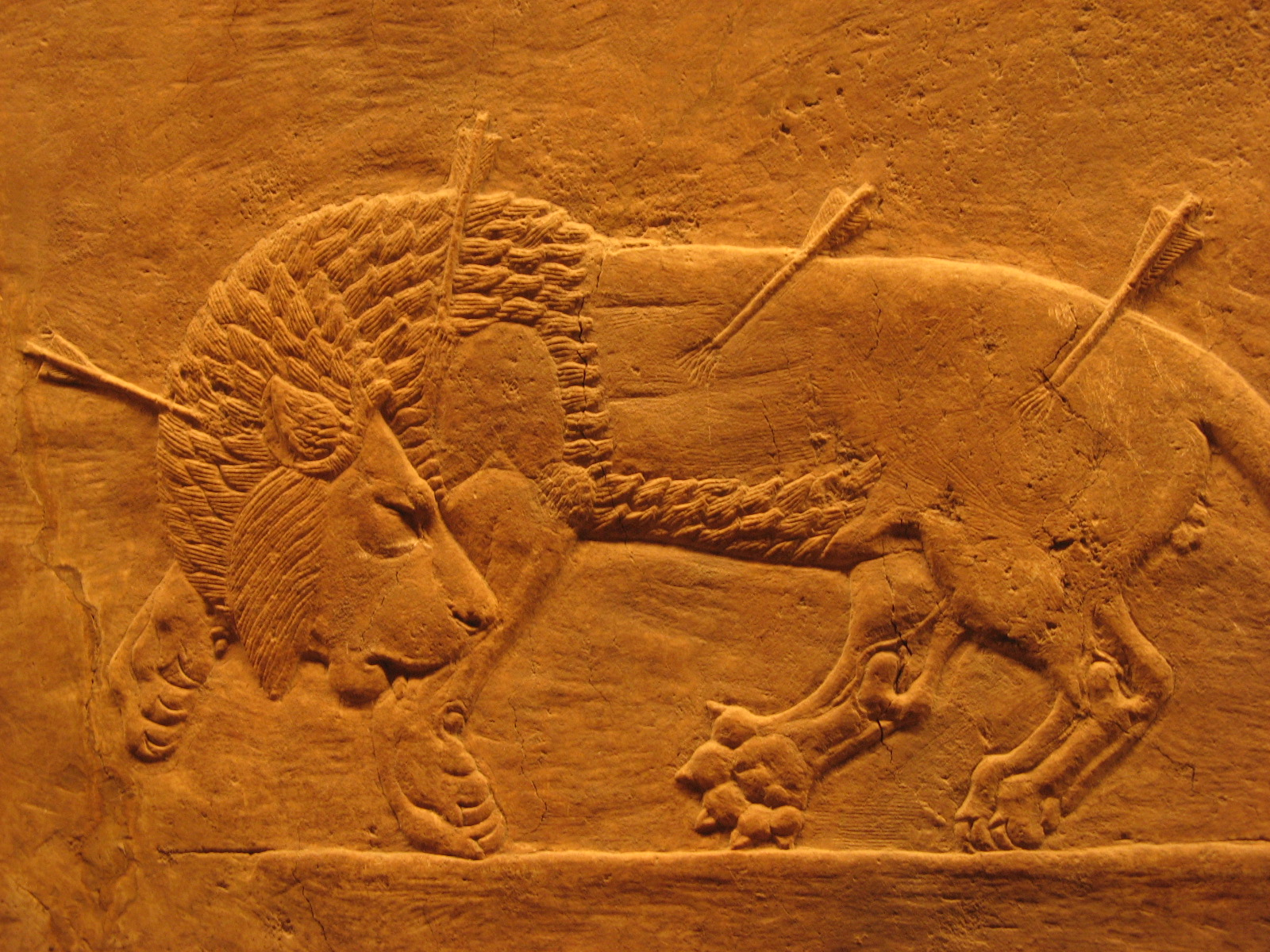
Cacera reial al lleó de Nínive, VII segle aC, British Museum
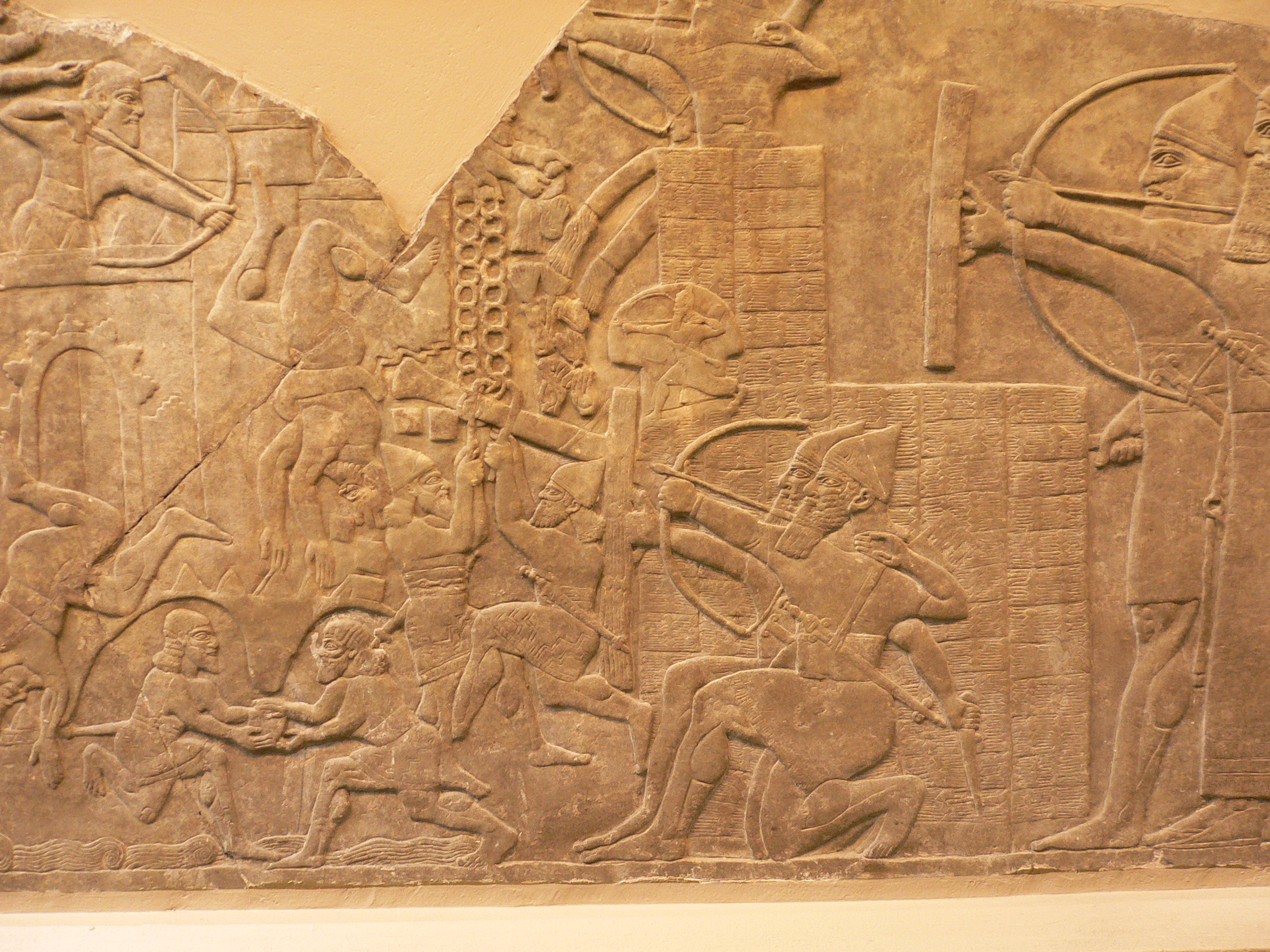
Batalla de Nínive, VII segle aC, British Museum